# Tuttiola alboextensa
Tuttiola alboextensa är en fjärilsart som beskrevs av Pether 1927. Tuttiola alboextensa ingår i släktet Tuttiola och familjen juvelvingar. Inga underarter finns listade i Catalogue of Life.